# Howard James Banker
Howard James Banker (19 april 1866 - 13 november 1940) was een Amerikaanse mycoloog. Hij promoveerde in 1908 aan de Columbia University. Banker was een associate editor van het tijdschrift Mycologia vanaf de oprichting in 1909, totdat het de officiële publicatie werd van de Mycological Society of America in 1933. Hij publiceerde verschillende artikelen in het tijdschrift, waaronder een herziening van de Noord-Amerikaanse Hydnaceae, die 62 soorten in 10 geslachten vermeldde. 
Banker stierf in 1940 in zijn huis in Huntington, New York. Het geslacht Bankera is naar hem vernoemd.

## Publicaties
- Banker JH. 1902. A Historical Review of the Proposed Genera of the Hydnaceae. Bulletin of the Torrey Botanical Club, Vol. 29, No. 7, s. 436–448
- Banker JH. 1909. A New Fungus of the Swamp Cedar. Bulletin of the Torrey Botanical Club, Vol. 36, No. 6, s. 341–343
- Banker JH. 1912. Type Studies in the Hydnaceae II. The Genus Steccherinum. Mycologia, Vol. 4, No. 6, s. 309–318
- Banker JH. 1912. Type Studies in the Hydnaceae: I. The Genus Manina. Mycologia, Vol. 4, No. 5, s. 271–278
- Banker JH. 1913. Type Studies in the Hydnaceae: V. The Genus Hydnellum. Mycologia, Vol. 5, No. 4, s. 194–205
- Banker JH. 1913. Type Studies in the Hydnaceae III. The Genus Sarcodon. Mycologia, Vol. 5, No. 1, s. 12–17
- Banker JH. 1913. Type Studies in the Hydnaceae: VI. The Genera Creolophus, Echinodontium, Gloiodon, and Hydnodon. Mycologia, Vol. 5, No. 6, s. 293–298
- Banker JH. 1913. Type Studies in the Hydnaceae: IV. The Genus Phellodon. Mycologia, Vol. 5, No. 2, s. 62–66
- Banker JH. 1914. Type Studies in the Hydnaceae: VII. The Genera Asterodon and Hydnochaete. Mycologia, Vol. 6, No. 5, s. 231–234
- Banker JH. 1929. Notes on the Hydnaceae. Mycologia, Vol. 21, No. 3, s. 145–150